# Rajnagar
Rajnagar is een nagar panchayat (plaats) in het district Chhatarpur van de Indiase staat Madhya Pradesh. 

## Demografie
Volgens de Indiase volkstelling van 2001 wonen er 12.442 mensen in Rajnagar, waarvan 53% mannelijk en 47% vrouwelijk is. De plaats heeft een alfabetiseringsgraad van 55%. 